# Bhoglingdhalli, Chincholi
Bhoglingdhalli là một làng thuộc tehsil Chincholi, huyện Gulbarga, bang Karnataka, Ấn Độ.